# Mistrzostwa Europy U-22 w piłce siatkowej mężczyzn
Mistrzostwa Europy U-22 w piłce siatkowej mężczyzn – międzynarodowe rozgrywki siatkarskie organizowane cyklicznie (od 2022 co 2 lata) przez Europejską Konfederację Piłki Siatkowej (CEV) dla narodowych reprezentacji do lat 22 ze wszystkich europejskich krajowych związków piłki siatkowej.
Pierwszy w historii Mistrzostwa Europy U-22 rozegrano w Polsce w Tarnowie w 2022 roku. Reprezentacja Polski dwa razy uplasowała się na trzecim miejscu w 2022 i 2024.

## Medaliści[1]
| Rok  | Gospodarz             | Złoto        | Srebro       | Brąz        | Polska     |
| ---- | --------------------- | ------------ | ------------ | ----------- | ---------- |
| 2022 | Tarnów                | Włochy U-22  | Francja U-22 | Polska U-22 | 3. miejsce |
| 2024 | Groningen / Apeldoorn | Francja U-22 | Włochy U-22  | Polska U-22 | 3. miejsce |

## Klasyfikacja medalowa
| Msc. | Reprezentacja |   |   |   | Razem |
| ---- | ------------- | - | - | - | ----- |
| 1.   | Włochy        | 1 | 1 | 0 | 2     |
| 1.   | Francja       | 1 | 1 | 0 | 2     |
| 2.   | Polska        | 0 | 0 | 2 | 2     |

## Gospodarze Mistrzostw Europy U-22
| Gospodarze | Państwa (Lata)                |
| ---------- | ----------------------------- |
| 1          | Polska (2022) Holandia (2024) |